# Ułudka leśna
Ułudka leśna (Memoremea scorpioides (Haenke) A.Otero, Jim.Mejías, Valcárcel & P.Vargas) – gatunek roślin z monotypowego rodzaju Memoremea z rodziny ogórecznikowatych Boraginaceae. Obszar występowania rozciąga się od Niemiec i Austrii, poprzez Polskę, Czechy, Słowację, Węgry, Rumunię, Białoruś i Ukrainę po centralną i południową część europejskiej Rosji. W Polsce gatunek jest rzadki, spotykany głównie w jej części południowo-zachodniej.

## Morfologia

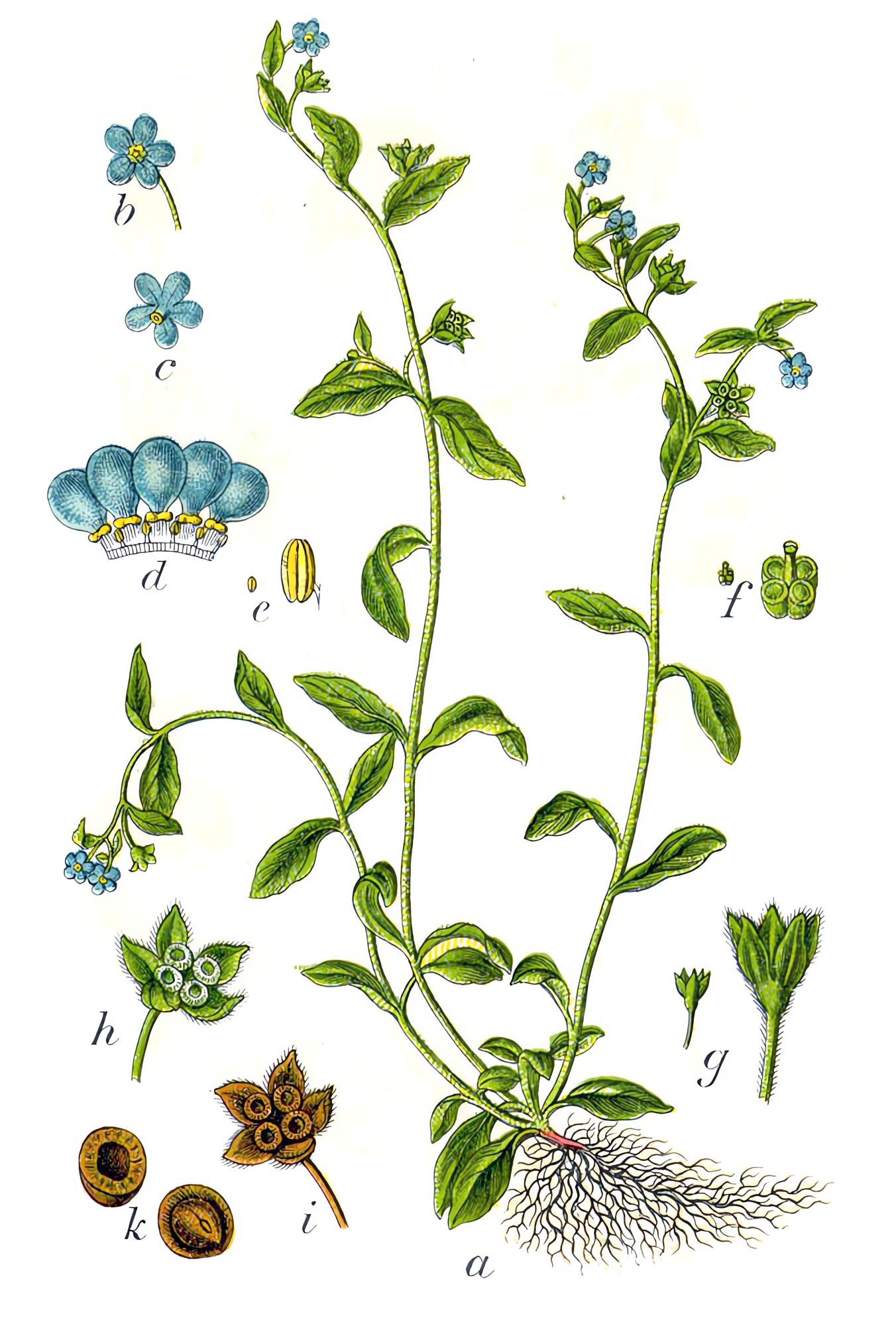
Morfologia

ŁodygaWiotka, owłosiona, do 40 cm długości, w przekroju czworokątna.
LiścieLiście dolne łopatkowate. Liście górne podłużnie lancetowate.
KwiatyDo 5 mm średnicy, wyrastające w kątach przysadek. Szypułka dłuższa od kielicha. Kielich wcięty do połowy, owłosiony. Korona kwiatu jasnobłękitna. Osklepki nagie, żółte.
OwocRozłupka wyżłobiona na powierzchni, z zagiętym błoniastym brzegiem.

## Biologia i ekologia
Roślina jednoroczna lub dwuletnia, hemikryptofit. Rośnie w lasach i zaroślach. Kwitnie w kwietniu i maju. Roślina cieniolubna i wilgociolubna.

## Systematyka
Gatunek zaliczany był i wciąż bywa tradycyjnie do rodzaju ułudka Omphalodes i temu zawdzięcza nazwę zwyczajową. Badania molekularne na początku XXI wieku ujawniły, że w tradycyjnym ujęciu rodzaj Omphalodes jest taksonem polifiletycznym i zaliczane go niego gatunki w istocie należą do trzech różnych plemion. Memoremea scorpioides tworzy monotypowy rodzaj Memoremea stanowiący klad bazalny w obrębie plemienia Asperugeae w podrodzinie Boraginoideae i rodzinie ogórecznikowatych Boraginaceae. W obrębie plemienia najbliżej spokrewnionym rodzajem jest lepczyca Asperugo, a poza tym należy tu para rodzajów siostrzanych Anoplocaryum i mertensja Mertensia. Cała ta grupa jest siostrzana względem plemienia Omphalodeae, obejmującego gatunki zachowane w rodzaju ułudka Omphalodes oraz Myosotidium. 

## Zagrożenia
Roślina umieszczona na Czerwonej liście roślin i grzybów Polski (2006) w grupie gatunków wymierających, krytycznie zagrożonych (kategoria zagrożenia E). W wydaniu z 2016 roku otrzymała kategorię VU (narażony). 
Znajduje się także w Polskiej czerwonej księdze roślin w kategorii VU (narażony).